# Вітрильний спорт на літніх Олімпійських іграх 1932
Змагання з вітрильного спорту на літніх Олімпійських іграх 1932 в Лос-Анджелесі тривали з 5 до 12 серпня в Лос-Анджелеській бухті. Розіграно 4 комплекти нагород у відкритих дисциплінах, тобто жінки могли змагатися нарівні з чоловіками.

## Країни
| Австрія (AUT)   | Канада (CAN)          | Іспанія (ESP) | Франція (FRA)    |
| Німеччина (GER) | Велика Британія (GBR) | Італія (ITA)  | Нідерланди (NED) |
| ПАР (RSA)       | Швеція (SWE)          | США (USA)     |                  |

## Медальний залік
Джерело:
| Дисципліна     | Золото | Срібло                                                                                                   | Бронза                                                                    |
| -------------- | --- | --- | ------------------------------------------------------------------------- |
| 1932: Сноуберд | Франція (FRA) · Жак Лебрюн | Нідерланди (NED) · Боб Мас                                                                               | Іспанія (ESP) · Сантьяго Амат                                             |
| 1932: Зоряний  | США (USA) · Ґілберт Ґрей · Ендрю Лібано | Велика Британія (GBR) · Джордж Колін Ратсі · Пітер Джаффі                                                | Швеція (SWE) · Ґуннар Астер · Даніель Сунден-Кульберґ                     |
| 1932: 6 метрів | Швеція (SWE) · Торе Гольм · Олле Окерлунд · Оке Берґквіст · Мартін Гіндорфф | США (USA) · Роберт Карлсон · Темпл Ешбрук · Фредерік Конант · Емметт Девіс · Доналд Даґлас · Чарлз Сміт  | Канада (CAN) · Філіп Роджерс · Ґарднер Бутлбі · Кен Ґласс · Джеррі Вілсон |
| 1932: 8 метрів | США (USA) · Овен Черчілл · Джон Бібі · Алфонс Бернанд · Кеннет Кері · Вільям Купер · П'єрпонт Девіс · Карл Дорсі · Джон Гюттнер · Річард Мур · Алан Морґан · Роберт Саттон · Томас Вебстер | Канада (CAN) · Роналд Мейтленд · Ернест Крібб · Пітер Ґордон · Джордж Джайлз · Гаррі Джонс · Юбер Воллас | Жодних інших учасників                                                    |

## Таблиця медалей
Джерело:
| Місце               | Країна                | Золото | Срібло | Бронза | Загалом |
| ------------------- | --------------------- | ------ | ------ | ------ | ------- |
| 1                   | США (USA)             | 2      | 1      | 0      | 3       |
| 2                   | Швеція (SWE)          | 1      | 0      | 1      | 2       |
| 3                   | Франція (FRA)         | 1      | 0      | 0      | 1       |
| 4                   | Канада (CAN)          | 0      | 1      | 1      | 2       |
| 5                   | Велика Британія (GBR) | 0      | 1      | 0      | 1       |
| 5                   | Нідерланди (NED)      | 0      | 1      | 0      | 1       |
| 7                   | Іспанія (ESP)         | 0      | 0      | 1      | 1       |
| Загалом (7 збірних) | Загалом (7 збірних)   | 4      | 4      | 3      | 11      |